# Little Miss Muffet
"Little Miss Muffet" là một bài đồng dao mẫu giáo bằng tiếng Anh không rõ nguồn gốc, được ghi âm lần đầu tiên vào năm 1805. Nó có số Chỉ mục Bài hát Dân gian Roud là 20605.

## Lời bài hát
Bài đồng dao lần đầu tiên xuất hiện trên bản in trong Bài hát cho vườn trẻ (1805), và đã có nhiều biến thể kể từ đó. Oxford Dictionary of Nursery Rhymes đưa ra những điều sau:

Little Miss Muffet
Sat on a tuffet,
Eating her curds and whey;
There came a big spider,
Who sat down beside her
And frightened Miss Muffet away. (bản dịch tạm Tiếng Việt: Cô Muffet Nhỏ Ngồi trên một bộ tuffet, Ăn sữa đông và váng sữa của cô ấy; Có một con nhện lớn, Ngồi xuống bên cô ấy Và cô Muffet sợ hãi bỏ đi)

Các phiên bản cũ hơn đôi khi sử dụng "of" thay vì "her" ở dòng 3 và đề cập đến một "con nhện nhỏ" như trong ví dụ này có niên đại từ 1837 đến 1845:

Little Miss Muffet
She sat on a tuffet,
Eating of curds and whey;
There came a little spider,
Who sat down beside her,
And frighten'd Miss Muffet away.

Có một số phiên bản được xuất bản sớm với các biến thể đáng kể bao gồm "Little Mary Ester ngồi khi một người thử nghiệm" (1812) và "Little Miss Mopsey, Sat in the shopsey" (1842). Các biến thể được thu thập khác bao gồm "Little Miss Muffet, ngồi trên chiếc áo khoác" (những năm 1830?) Và "Little Miss Muffet, ngồi trong một bữa tiệc tự chọn" (những năm 1840?). Trong một ví dụ sau này của Hoa Kỳ, "whey" đã được thay thế bằng "pie".

## "Tuffet"
Mặc dù từ "tuffet" hiện nay đôi khi được dùng để chỉ một loại ghế ngồi thấp, từ trong bài đồng dao này có lẽ dùng để chỉ một đồi cỏ, gò nhỏ hoặc gò đất (một biến thể của một nghĩa cũ và hiếm của "tuft"). Từ điển tiếng Anh Oxford gọi "hassock or footstool" có nghĩa là "nghi ngờ", và "có lẽ do sự hiểu lầm về vần điệu trẻ thơ".

## Tranh diễn đạt văn hóa

Illustrations
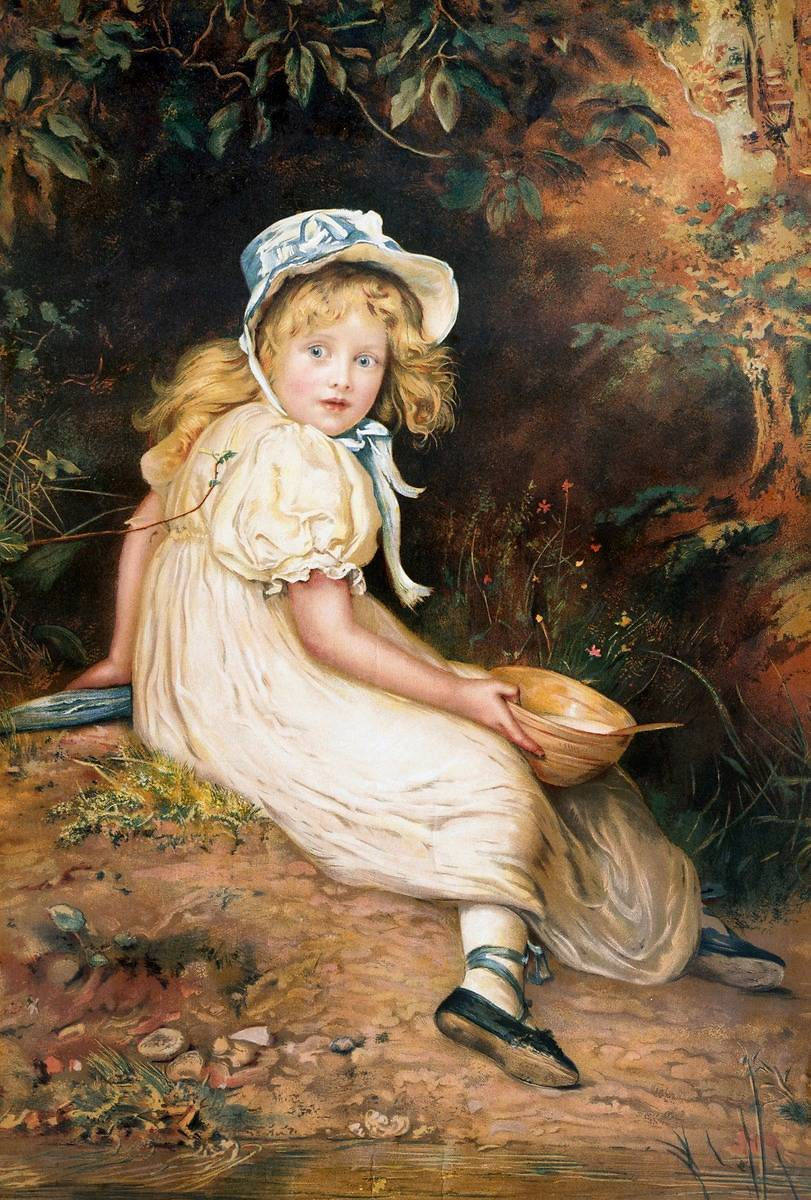
của John Everett Millais
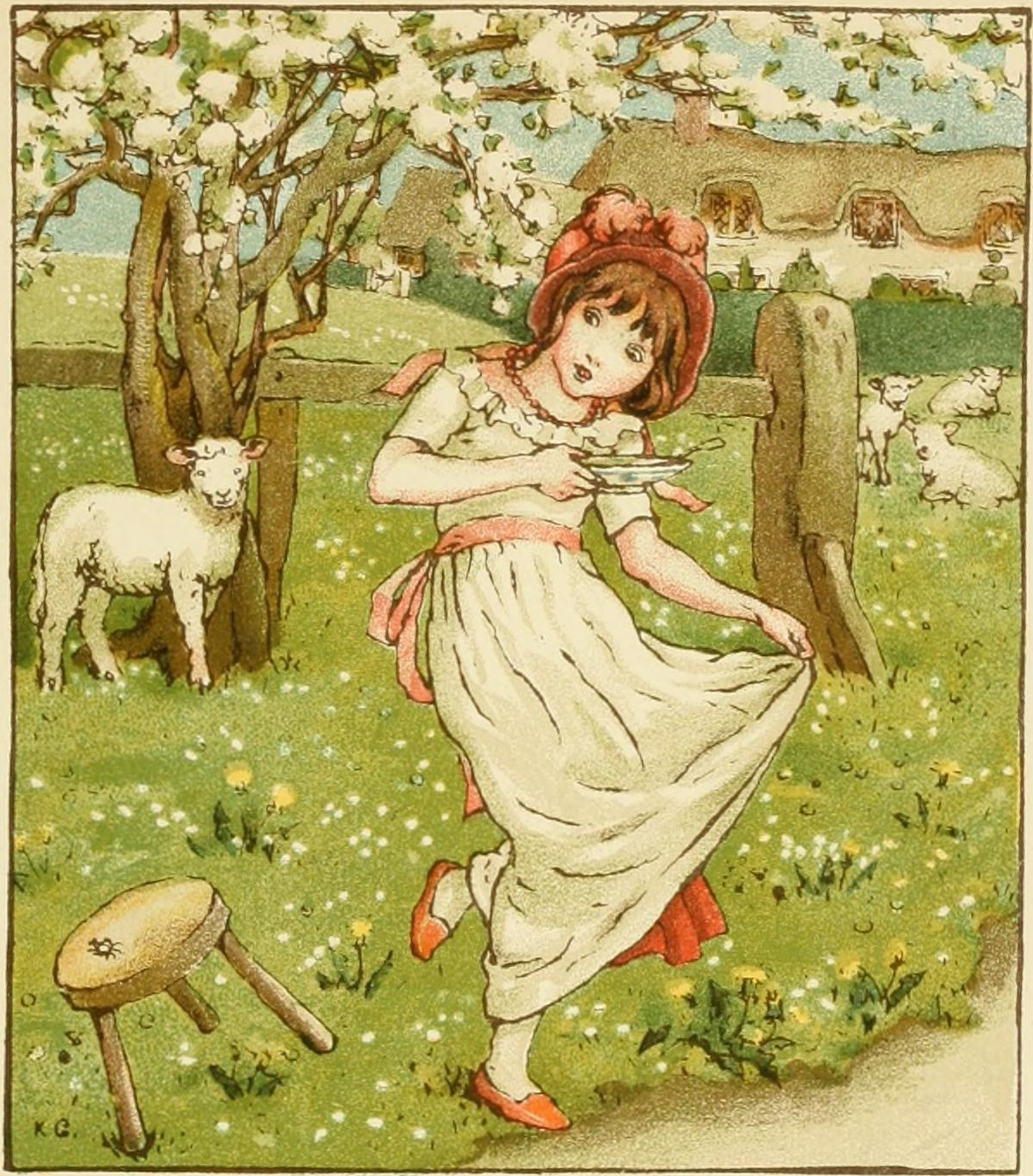
của Kate Greenaway
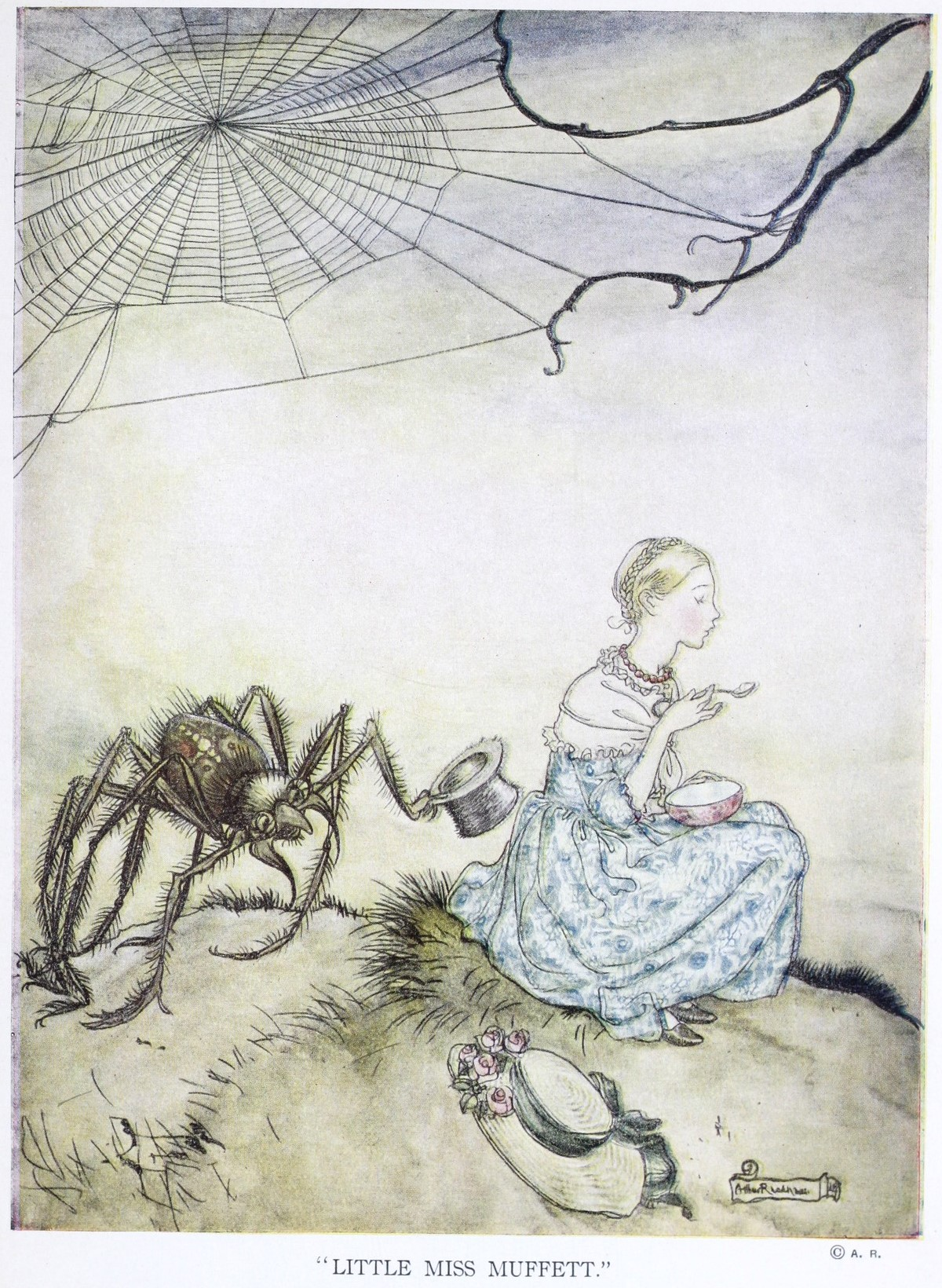
của Arthur Rackham
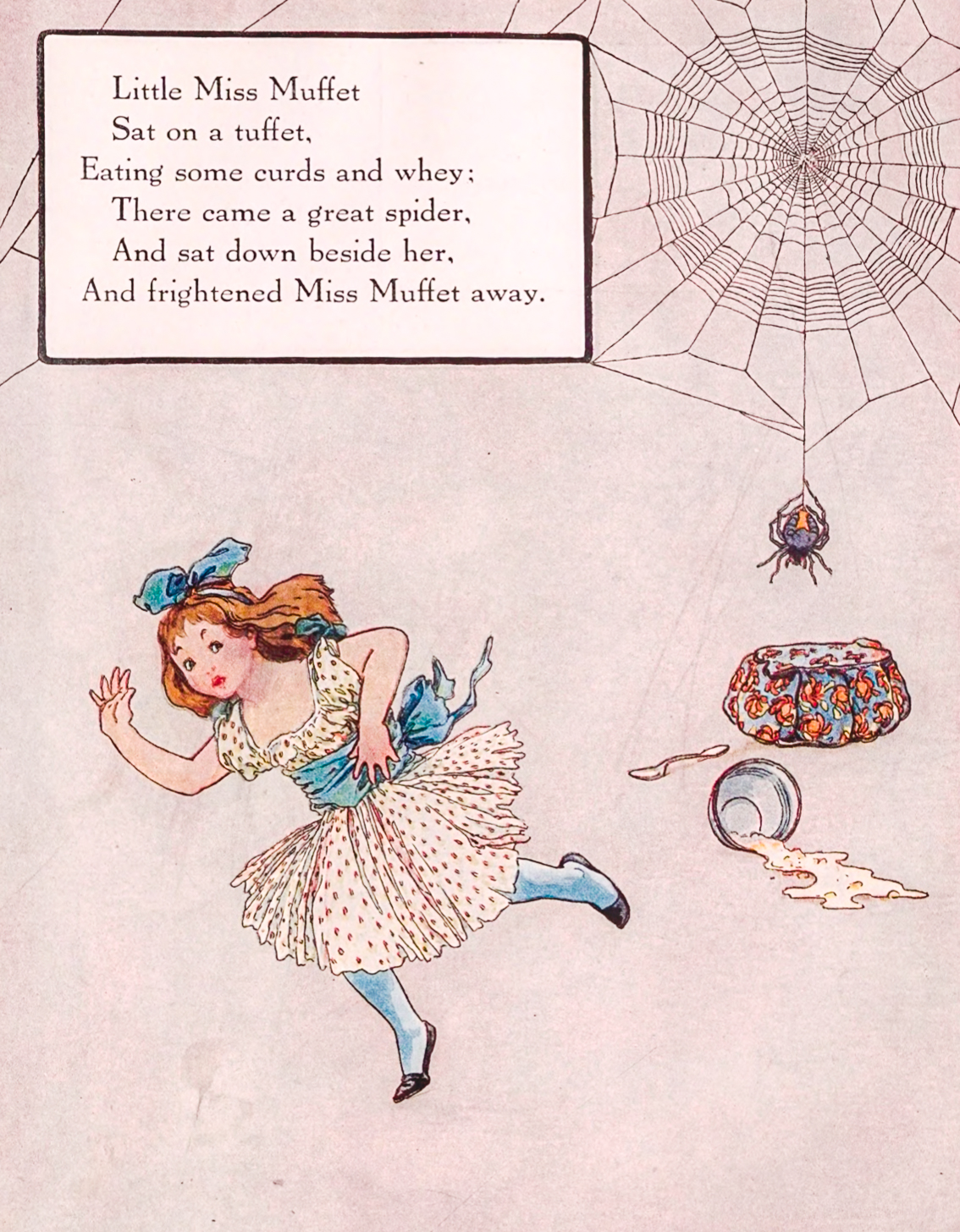
của Frederick Richardson